# Calliopum livingstoni
Calliopum livingstoni är en tvåvingeart som först beskrevs av Daniel William Coquillett 1898.  Calliopum livingstoni ingår i släktet Calliopum och familjen lövflugor. Inga underarter finns listade i Catalogue of Life.